# Coenagrion mercuriale
Coenagrion mercuriale är en trollsländeart. Coenagrion mercuriale ingår i släktet blå flicksländor, och familjen sommarflicksländor.
Arten förekommer i Europa och norra Afrika från Tyskland, Österrike och Italien västerut till södra England och Iberiska halvön. Den hittas i Afrika i Marocko, Algeriet och Tunisien. Exemplaren lever i träskmarker och nära vattenkällor.
Beståndet hotas av träskmarkernas torrläggning och av andra landskapsförändringar. IUCN listar arten som nära hotad (NT).

## Underarter
Arten delas in i följande underarter:
- C. m. hermeticum
- C. m. mercuriale

## Bildgalleri

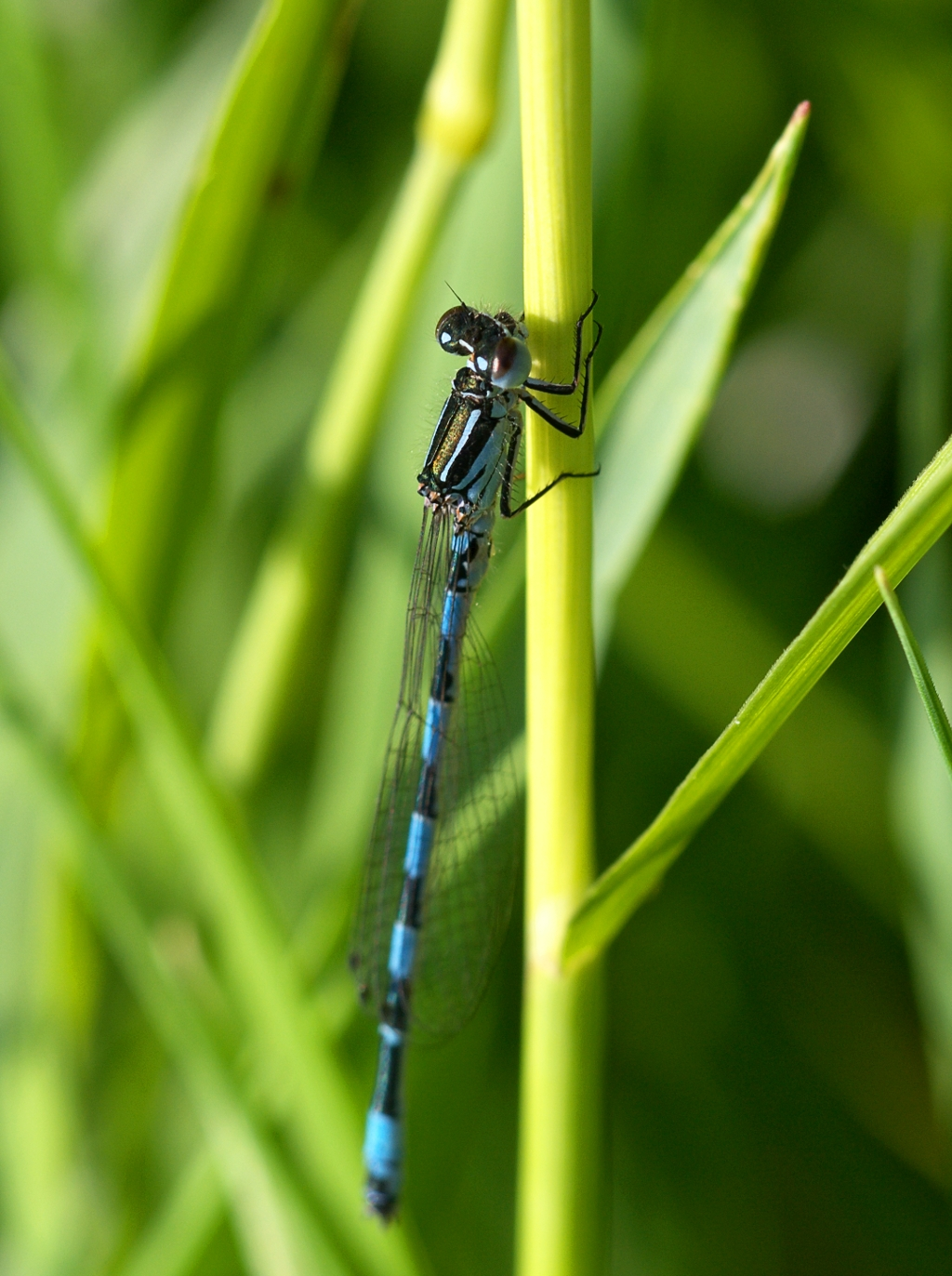